# Clidemia lopezii
Clidemia lopezii är en tvåhjärtbladig växtart som beskrevs av Brother Alain. Clidemia lopezii ingår i släktet Clidemia och familjen Melastomataceae. Inga underarter finns listade i Catalogue of Life.